# Ева Хесе
Ева Хесе (њем. Eva Hesse;  Хамбург, 11. јануар 1936— Њујорк, 29. мај 1970) била је америчка вајарка и сликарка јеврејско-њемачког поријекла.  

## Биографија
Евина породица је избјегла од нациста, настанивши се у Њујорку 1939, а она је постала држављанка САД 1945. године. Студирала је на различитим умјетничким школама у Њујорку, затим на Универзитету Јејл код Јозефа Алберса; дипломирала је 1959. године. Њено рано дјело је у потпуности у области сликарства: полуапстрактни радови али са снажним висцералним асоцијацијама. 
Скулптуром се бавила тек од 1964. године, тако да је њена каријера у овој области трајала само шест година, прије него што је прерано умрла од тумора на мозгу. Међутим, у то вријеме је стекла високу репутацију као експонент „ексцентричне апстракције” (уједно и назив изложбе у коју је уврштен њен рад, коју је организовала њена пријатељица и критичарка концептуалне умјетности Луси Липард, у Галерији Фишбак [Fischbach Gallery] у Њујорку, 1966. године). Непосредно прије смрти једна од Евиних скулптура је илустровала насловну страну часописа Артфорум; признање за успјех у свијету умјетности града Њујорка. Дјело Еве Хесе се понекад описује као минималистичко и њен рад је дијелио са минималистичком умјетношћу понављање композиционих јединица и строго ограничене боје. Инвентивно је користила материјале (укључујући стаклопластике, дрво, жицу, разне тканине и гумене цијеви); њени облици су често органски и сексуално сугестивни. Примјер је  „пробојно” дјело, Ханг-ап (Hang-up, 1966, Умјетнички институт у Чикагу). Правоугаоник попут оквира за слике окачен је на зид и увезан у тканину. Челична цијев провире из тачака на врху и на дну формирајући неправилну кривину која се ослања на под. Иако су други умјетници тог периода, као што су Ричард Сера и Роберт Морис, гледали даље од строге геометрије минимализма ка флуиднијим облицима и материјалима, чинило се да је дјело Еве Хесе имало посебну емоционалну снагу. Можда је прерана смрт умјетнице обојила каснија тумачења. Историчарка умјетности Ен Мидлтон Вагнер је истакла да је за живота њено дјело тумачено као чудно, али не и трагично. Евину употребу меких материјала неке млађе феминистичке умјетнице су сматрале узором за своје дјело.